# Wakey!Wakey!
Wakey!Wakey! ist eine Band um den US-amerikanischen Musiker und Singer-Songwriter Michael (Mike) Grubbs. Seine Musik ist eine Mischung aus Pop und Alternative. Grubbs lebt in Brooklyn, New York und wurde bekannt durch seine Rolle als Barkeeper in der Fernsehserie One Tree Hill.
Die Band besteht aus drei festen Mitgliedern: Michael Grubbs (Gesang/Klavier), Tanya Buziak (Background-Gesang) und Anne Lieberwirth (Bass). Die Besetzung der anderen Instrumente variiert je nach Auftritt.
Wakey!Wakey schaffte es in der 21. KW 2010 auf Platz 1 der Billboard Soundscan Heatseeker Charts.
2011 war Wakey!Wakey! Vorband bei der Europatour von James Blunt.

## Diskografie
Alben
- 2007: Silent As A Movie
- 2008: Wednesdays (Cover-Album)
- 2008: Live At Bowery Ballroom
- 2010: Almost Everything I Wish I'd Said The Last Time I Saw You...
- 2014: Salvation
- 2016: Overreactivist

EPs
- 2009: The War Sweater
- 2009: Brooklyn/Manhattan
- 2007: Dance So Good/Great Lake Love
- 2014: Irresistible